# Starîi Mosîr, Kovel
Starîi Mosîr (în ucraineană Старий Мосир) este un sat în comuna Novîi Mosîr din raionul Kovel, regiunea Volînia, Ucraina.

## Demografie
Componența lingvistică a localității Starîi Mosîr
     Ucraineană (97,97%)
     Rusă (1,35%)
Conform recensământului din 2001, majoritatea populației localității Starîi Mosîr era vorbitoare de ucraineană (97,97%), existând în minoritate și vorbitori de rusă (1,35%).